# Monuments culturels du district du Banat central
Cet article recense les monuments culturels du district du Banat central en Serbie, dans la province autonome de Voïvodine.

## Liste
| ID      | Monument                                                            | Adresse                                                 | Municipalité               | Datation                        | Photo |
| ------- | ------------------------------------------------------------------- | ------------------------------------------------------- | -------------------------- | ------------------------------- | ----- |
| SK 1030 | Église Saint-Michel-Archange d'Arača                                | 45° 38′ 38″ N, 20° 16′ 22″ E                            | Novi Bečej (Novo Miloševo) | XIIe siècle                     |       |
| SK 1100 | Iconostase de l'église Saint-Michel de Međa                         | 45° 32′ 07″ N, 20° 48′ 25″ E                            | Žitište (Međa)             | Seconde moitié du XVIIIe siècle |       |
| SK 1101 | Église de la Nativité-de-Saint-Jean-Baptiste de Botoš               |                                                         | Zrenjanin (Botoš)          | 1768-1770                       |       |
| SK 1102 | Église Saint-Nicolas d'Ečka                                         | 45° 19′ 00″ N, 20° 26′ 12″ E                            | Zrenjanin (Ečka)           | 1711                            |       |
| SK 1103 | Iconostase et trônes de l'église du Saint-Esprit d'Ečka             | 45° 19′ 01″ N, 20° 26′ 17″ E                            | Zrenjanin (Ečka)           | 1855                            |       |
| SK 1104 | Moulin à vent à Melenci                                             | 45° 31′ 57″ N, 20° 19′ 14″ E                            | Zrenjanin (Melenci)        | 1899                            |       |
| SK 1107 | Église des Saints-Archanges de Kumane                               | 45° 32′ 15″ N, 20° 13′ 43″ E                            | Novi Bečej (Kumane)        | 1822-1832                       |       |
| SK 1115 | Château Danijel de Konak                                            | 45° 18′ 36″ N, 20° 54′ 45″ E                            | Sečanj (Konak)             | 1884                            |       |
| SK 1123 | Maison natale de Đura Jakšić                                        | Kralja Aleksandra 45° 43′ 28″ N, 20° 41′ 39″ E          | Nova Crnja (Srpska Crnja)  | Début du XIXe siècle            |       |
| SK 1130 | Église Saint-Gabriel de Bočar                                       | 45° 46′ 14″ N, 20° 16′ 58″ E                            | Novi Bečej (Bočar)         | 1814                            |       |
| SK 1133 | Église Saint-Nicolas de Jaša Tomić                                  | 45° 26′ 51″ N, 20° 51′ 35″ E                            | Sečanj (Jaša Tomić)        | 1746                            |       |
| SK 1146 | Maison Sandić à Zrenjanin                                           | Karađorđev trg 21 45° 23′ 06″ N, 20° 23′ 41″ E          | Zrenjanin                  | 1790                            |       |
| SK 1178 | Église de la Dormition-de-la-Mère-de-Dieu de Zrenjanin              | Svetosavska 6 45° 22′ 50″ N, 20° 23′ 43″ E              | Zrenjanin                  | 1746                            |       |
| SK 1179 | Église de la Présentation-de-la-Mère-de-Dieu-au-Temple de Zrenjanin | Cara Dušana 82 45° 23′ 28″ N, 20° 23′ 32″ E             | Zrenjanin                  | 1777                            |       |
| SK 1180 | Chapelle Manastir à Novi Bečej                                      |                                                         | Novi Bečej                 | Début du XVIIIe siècle          |       |
| SK 1181 | Église Saint-Nicolas de Novi Bečej                                  | 45° 35′ 28″ N, 20° 08′ 04″ E                            | Novi Bečej                 | 1774                            |       |
| SK 1182 | Église Saint-Jean-Baptiste de Novi Bečej (Vranjevo)                 | 45° 36′ 17″ N, 20° 07′ 24″ E                            | Novi Bečej                 | 1807                            |       |
| SK 1183 | Maison natale de Vladimir Glavaš                                    | Josifa Marinkovića 69 45° 36′ 14″ N, 20° 07′ 52″ E      | Novi Bečej                 | Première moitié du XIXe siècle  |       |
| SK 1184 | Bâtiment municipal à Novi Bečej                                     | Rajka Rakočevića 15 45° 36′ 13″ N, 20° 07′ 24″ E        | Novi Bečej (Vranjevo)      | Années 1810                     |       |
| SK 1185 | Église Saint-Michel-et-Saint-Gabriel de Novo Miloševo               | 45° 43′ 32″ N, 20° 18′ 18″ E                            | Novi Bečej (Novo Miloševo) | 1842                            |       |
| SK 1194 | Église de l'Ascension de Jarkovac                                   | 45° 16′ 15″ N, 20° 45′ 48″ E                            | Sečanj (Jarkovac)          | Seconde moitié du XVIIIe siècle |       |
| SK 1195 | Église de l'Ascension de Šurjan                                     | 45° 23′ 56″ N, 20° 52′ 22″ E                            | Sečanj (Šurjan)            | 1940                            |       |
| SK 1198 | Église Saint-Nicolas de Melenci                                     | Srpskih vladara 45° 30′ 54″ N, 20° 18′ 57″ E            | Zrenjanin (Melenci)        | Seconde moitié du XVIIIe siècle |       |
| SK 1199 | Église de la Présentation-de-la-Mère-de-Dieu-au-Temple d'Orlovat    | 45° 14′ 24″ N, 20° 35′ 03″ E                            | Zrenjanin (Orlovat)        | 1924-1927                       |       |
| SK 1200 | Église de la Dormition-de-la-Mère-de-Dieu de Stajićevo              | 45° 17′ 38″ N, 20° 27′ 26″ E                            | Zrenjanin (Stajićevo)      | 1934                            |       |
| SK 1201 | Maison natale de Svetozar Marković Toza                             | Maršala Tita 46 45° 28′ 01″ N, 20° 11′ 42″ E            | Zrenjanin (Taraš)          |                                 |       |
| SK 1202 | Église Saint-Nicolas de Tomaševac                                   |                                                         | Zrenjanin (Tomaševac)      | 1813-1814                       |       |
| SK 1203 | Église Saint-Georges de Čenta                                       | 45° 06′ 23″ N, 20° 23′ 08″ E                            | Zrenjanin (Čenta)          | 1802                            |       |
| SK 1204 | Église Saint-Georges de Srpska Crnja                                | 45° 43′ 24″ N, 20° 41′ 37″ E                            | Nova Crnja (Srpska Crnja)  | 1775                            |       |
| SK 1208 | Église Saint-Sava et Saint-Siméon de Srpski Itebej                  |                                                         | Žitište (Srpski Itebej)    | 1765-1769                       |       |
| SK 1457 | Château Karátsonyi                                                  | 45° 42′ 30″ N, 20° 17′ 45″ E                            | Novi Bečej (Novo Miloševo) | 1857                            |       |
| SK 1891 | Château de Gedeon Rohonczy                                          | Biserno ostrvo 45° 33′ 13″ N, 20° 04′ 06″ E             | Novi Bečej                 | Fin du XIXe siècle              |       |
| SK 1976 | Maison natale de Stevica Jovanović                                  | Đorđa Stratimirovića 16 45° 22′ 47″ N, 20° 23′ 00″ E    | Zrenjanin                  |                                 |       |
| SK 1977 | Iconostase de l'église orthodoxe serbe de Beodra                    |                                                         | Novi Bečej (Novo Miloševo) |                                 |       |
| SK 1978 | Maison natale de Pap Pavle                                          |                                                         | Zrenjanin (Perlez)         |                                 |       |
| SK 1979 | Chapelle dans le cimetière de Melenci                               | 45° 30′ 54″ N, 20° 18′ 10″ E                            | Zrenjanin (Melenci)        |                                 |       |
| SK 1980 | Église Saint-Jean-Baptiste d'Ečka                                   | 45° 19′ 15″ N, 20° 26′ 03″ E                            | Zrenjanin (Ečka)           | 1864                            |       |
| SK 1981 | Église de la Transfiguration d'Elemir                               | 45° 26′ 33″ N, 20° 17′ 55″ E                            | Zrenjanin (Elemir)         | 1802-1806                       |       |
| SK 1982 | Chapelle de la famille Pulai                                        | Cimetière catholique                                    | Novi Bečej                 |                                 |       |
| SK 1983 | Église Saint-Georges de Taraš                                       | 45° 28′ 02″ N, 20° 11′ 44″ E                            | Zrenjanin (Taraš)          |                                 |       |
| SK 1984 | Château Kaštel à Ečka                                               | 45° 19′ 19″ N, 20° 26′ 03″ E                            | Zrenjanin (Ečka)           | 1820                            |       |
| SK 1985 | Château Sokolac                                                     |                                                         | Novi Bečej                 |                                 |       |
| SK 1986 | Grenier à Novi Bečej                                                |                                                         | Novi Bečej                 | 1778-1780                       |       |
| SK 1987 | Bâtiment de la Bibliothèque nationale de Novi Bečej                 | Žarka Zrenjanina 9 45° 35′ 48″ N, 20° 07′ 51″ E         | Novi Bečej                 | Début du XXe siècle             |       |
| SK 1988 | Église de la Dormition-de-la-Mère-de-Dieu de Perlez                 | 45° 12′ 35″ N, 20° 22′ 31″ E                            | Zrenjanin (Perlez)         | 1808-1811                       |       |
| SK 1989 | Grenier et kotarka à Novo Miloševo                                  |                                                         | Novi Bečej (Novo Miloševo) | 1834                            |       |
| SK 1990 | Église Sainte-Madeleine de Beodra                                   |                                                         | Novi Bečej (Novo Miloševo) | 1838-1842                       |       |
| SK 1991 | Chapelle Saint-Georges à Novi Bečej                                 | Cimetière orthodoxe                                     | Novi Bečej                 | 1926                            |       |
| SK 1992 | Église Saint-Nicolas de Neuzina                                     | 45° 20′ 50″ N, 20° 42′ 39″ E                            | Sečanj (Neuzina)           |                                 |       |
| SK 1993 | Église Saint-Nicolas de Radojevo                                    | 45° 44′ 41″ N, 20° 47′ 24″ E                            | Nova Crnja (Radojevo)      | 1841                            |       |
| SK 1994 | Église de la Nativité-de-la-Mère-de-Dieu de Botoš                   |                                                         | Zrenjanin (Botoš)          | 1783                            |       |
| SK 1995 | Église de l'Assomption de Jaša Tomić                                |                                                         | Sečanj (Jaša Tomić)        | 1911                            |       |
| SK 1996 | Maizon de Mihalj Servo à Zrenjanin                                  | Štrosmajerova                                           | Zrenjanin                  |                                 |       |
| SK 1997 | Maison natale de Jovan Veselinov Žarko                              |                                                         | Zrenjanin                  |                                 |       |
| SK 1998 | Maison natale de Boško Vrebalov                                     |                                                         | Zrenjanin (Melenci)        |                                 |       |
| SK 1999 | Quartier général des Partisans à Botoš                              |                                                         | Zrenjanin (Botoš)          |                                 |       |
| SK 2142 | Pinova vila                                                         | Ive Lole Ribara 13                                      | Zrenjanin                  | 1894                            |       |
| SK 2143 | Elekova vila                                                        | Petra Drapšina 9                                        | Zrenjanin                  | 1911                            |       |
| SK 2207 | Villa du peintre József Várkonyi                                    | Kej 2. oktobra 27 45° 22′ 51″ N, 20° 22′ 58″ E          | Zrenjanin                  | 1910                            |       |
| SK 2199 | Maison Bibić à Melenci                                              | Bore Mikina 63 45° 30′ 58″ N, 20° 18′ 52″ E             | Zrenjanin (Melenci)        | 1896                            |       |
| SK 2203 | Château Neuhauzen à Srpska Crnja                                    | Milete Jakšića bb 45° 44′ 49″ N, 20° 41′ 55″ E          | Nova Crnja (Srpska Crnja)  | 1941-1943                       |       |
| SK 2211 | Château Hertelendi-Bajić à Bočar                                    | Vojvođanska 8 45° 46′ 08″ N, 20° 16′ 45″ E              | Novi Bečej (Bočar)         | Début du XIXe siècle            |       |
| SK      | Maison du professeur Borjanović à Zrenjanin                         | Vojvode Petra Bojovića 6 45° 22′ 34″ N, 20° 23′ 42″ E   | Zrenjanin                  | 1913                            |       |
| SK      | Maison de Todor Manojlović à Zrenjanin                              | Vojvode Petra Bojovića 31 45° 22′ 33″ N, 20° 23′ 43″ E  | Zrenjanin                  | 1914                            |       |
| SK      | Palais Dunđerski à Zrenjanin                                        | Žitni trg 2 45° 22′ 43″ N, 20° 23′ 51″ E                | Zrenjanin                  | 1905-1906                       |       |
| SK      | Église réformée de Zrenjanin                                        | Trg dr Zorana Đinđića 1 45° 22′ 42″ N, 20° 23′ 21″ E    | Zrenjanin                  | 1891                            |       |
| SK      | Maison Sokol à Zrenjanin                                            | Obala Sonje Marinković 1/2 45° 22′ 54″ N, 20° 23′ 16″ E | Zrenjanin                  | 1927                            |       |
| SK      | Palais de justice de Zrenjanin                                      | Kej 2. oktobra 1 45° 22′ 45″ N, 20° 23′ 18″ E           | Zrenjanin                  | 1906-1908                       |       |